# Dolomedes titan
Dolomedes titan är en spindelart som beskrevs av Lucien Berland 1924. Dolomedes titan ingår i släktet Dolomedes och familjen vårdnätsspindlar. Inga underarter finns listade i Catalogue of Life.